# Hard bop
A hard bop a jazz egyik alstílusa, ami a bebopból fejlődött ki. A hard bop jelentős rhythm and blues, gospel és blues hatásokkal rendelkezik, főleg a szaxofon- és zongorajáték szemszögéből nézve.
David H. Rosenthal Hard Bop című könyvében leírja, hogy a műfaj alapítói leginkább olyan afroamerikai zenészek voltak, akik azokban az időkben nőttek fel, mikor a bebop és a rhythm and blues voltak az amerikai popzene legismertebb formái. A műfaj egyik híres zenésze, Tadd Dameron mindkét stílusban játszott. A hard bop másik jelentős alakja Miles Davis volt.

## Fontos felvételek
- Walkin' (1954), Miles Davis
- Horace Silver and the Jazz Messengers (1955), Horace Silver
- Blue Train (1957), John Coltrane
- Moanin' (1958), Art Blakey and the  Jazz Messengers
- Finger Poppin (1959), Horace Silver
- Giant Steps (1960), John Coltrane
- Work Song (1960), Nat Adderley
- Ready for Freddie (1961), Freddie Hubbard
- Page One (1963), Joe Henderson

## Hard bop zenészek
- Eric Alexander
- Carl Allen
- Bootsie Barnes
- Gary Bartz
- Walter Bishop, Jr.
- Terence Blanchard
- Art Blakey
- Clifford Brown
- Tina Brooks
- Paul Chambers
- Thomas Clausen
- Robert Conti
- Bob Cranshaw
- Steve Davis
- Walter Davis, Jr.
- Kenny Dorham
- Ray Draper
- Kenny Drew
- Art Farmer
- Curtis Fuller
- Hotep Idris Galeta
- Red Garland
- Jimmy Garrison
- Wes Montgomery
- Grant Green
- Johnny Griffin
- Slide Hampton
- Herbie Hancock
- Bill Hardman
- Roy Haynes
- Billy Higgins
- Ron Holloway
- Elmo Hope
- Bobby Hutcherson
- Clifford Jarvis
- J. J. Johnson
- LaMont Johnson
- Philly Joe Jones
- Pete La Roca)
- Harold Land
- Herbie Lewis
- Jackie McLean
- Hank Mobley
- Tete Montoliu
- Dick Morrissey
- Lewis Nash
- David Newman
- Art Phipps
- Dizzy Reece
- Larry Ridley
- Larry Ritchie
- Max Roach
- Wayne Shorter
- Jimmy Smith
- Art Taylor
- Bobby Timmons
- Charles Tolliver
- Stanley Turrentine
- Tommy Turrentine
- Mal Waldron
- Enoch Smith Jr.
- Cedar Walton
- Wilbur Ware
- Butch Warren
- Doug Watkins
- Tony Williams
- Larry Willis
- Jimmy Heath